# Pussay
Pussay ist eine französische Kleinstadt mit 2.182 Einwohnern (Stand: 1. Januar 2022) im Département Essonne in der Region Île-de-France; sie gehört zum Arrondissement Étampes und zum Kanton Étampes. Die Einwohner werden Pusseins genannt.
Seit 1999 besteht eine Gemeindepartnerschaft mit Trebesing.

## Geographie
Pussay liegt etwa 62 Kilometer südsüdwestlich von Paris und etwa 15 Kilometer südwestlich von Étampes. Umgeben wird Pussay von den Nachbargemeinden Congerville-Thionville im Norden, Chalou-Moulineux im Nordosten, Monnerville im Osten, Angerville im Süden sowie Gommerville im Westen.
Durch die Stadt führt die frühere Route nationale 838 (heutige D838).

## Bevölkerungsentwicklung
| Jahr                       | 1962 | 1968 | 1975 | 1982 | 1990 | 1999 | 2006 | 2012 | 2019 |
| Einwohner                  | 1637 | 1600 | 1538 | 1436 | 1494 | 1726 | 1733 | 2011 | 2106 |
| Quellen: Cassini und INSEE |      |      |      |      |      |      |      |      |      |

## Sehenswürdigkeiten
- Kirche Saint-Vincent-et-Saint-Rémi, ursprünglich aus dem 12. Jahrhundert
- Schloss Pussay aus dem 16. Jahrhundert
- La Bastille, Haus aus dem 19. Jahrhundert, am Schloss

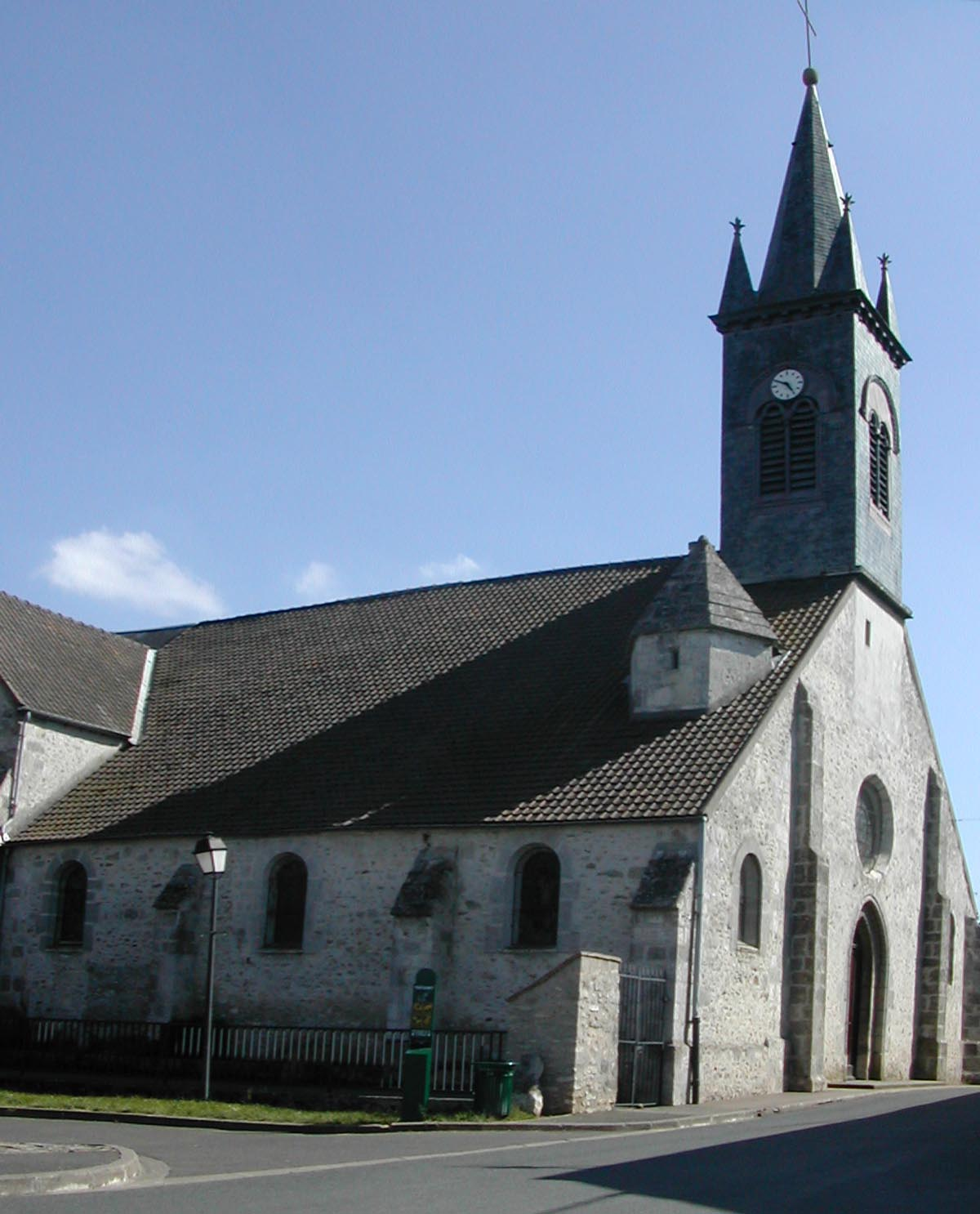
Kirche Saint-Vincent-et-Saint-Rémi
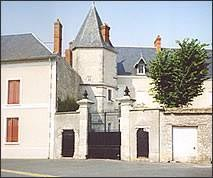
Schloss Pussay
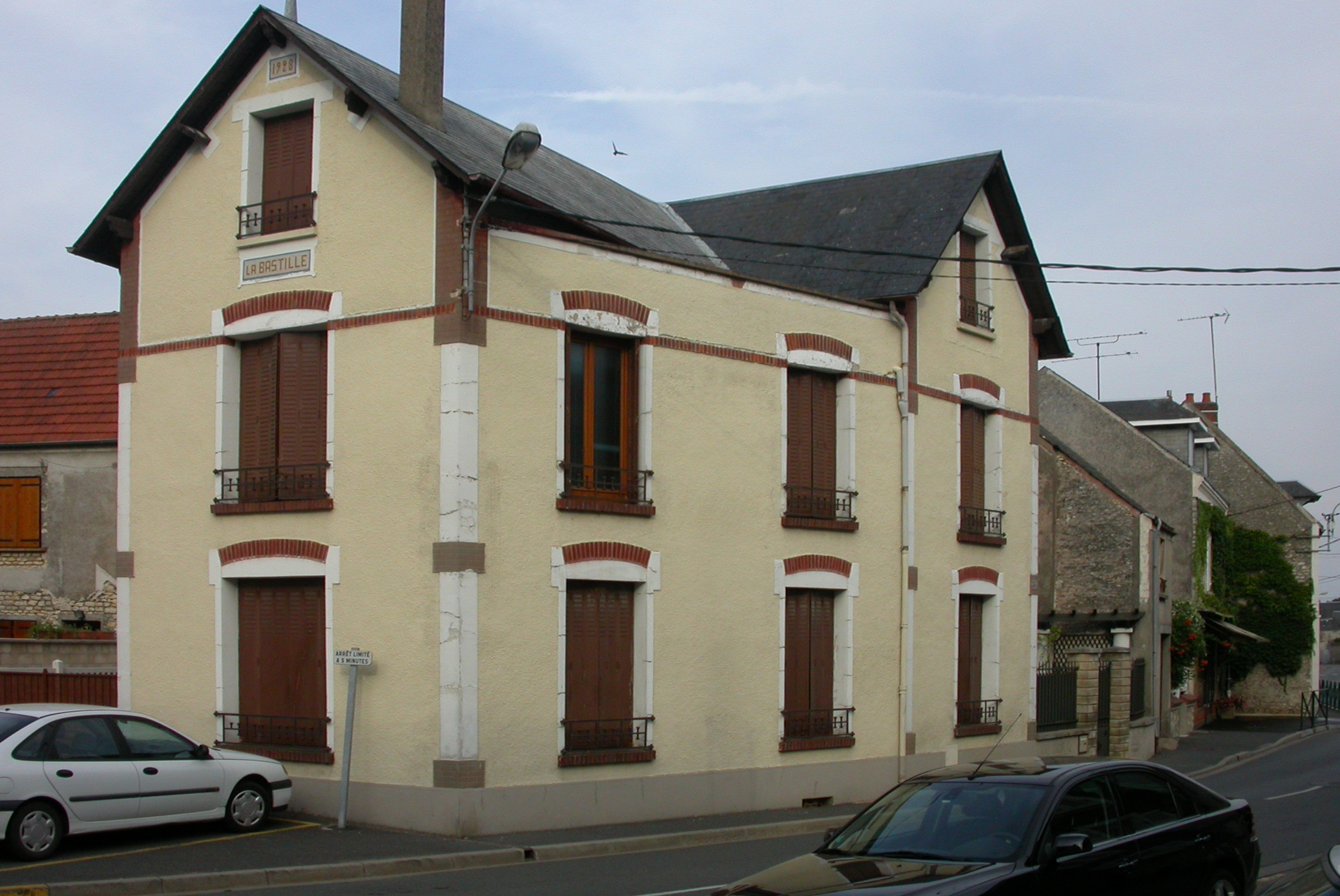
La Bastille